# Чильдаб
Чильдаб — село в Чародинском районе Дагестана. Входит в состав муниципального образования «Сельсовет Дусрахский».

## География
В 20 км к юго-востоку от с. Цуриб.

## История
В 1944—57 переселено в с. Девлетбий-Хутор Ножайюртовского р-на ЧИАССР.

## Население
| 1869 | 1888 | 1895 | 1926 | 1939 | 1970 | 1989 |
| ---- | ---- | ---- | ---- | ---- | ---- | ---- |
| 250  | ↘140 | ↗155 | ↘134 | ↘123 | ↘25  | ↘0   |
| 2002 | 2010 | 2021 |      |      |      |      |
| →0   | →0   | →0   |      |      |      |      |